# Zecca di Asti
Il documento attestante la nascita della zecca di Asti è dell'anno 1141, quando l'imperatore Corrado III concesse ad Asti il diritto di battere moneta. Il diploma di concessione è riportato nel Codex Astensis. Prima di questa concessione, Asti usufruiva di moneta imperiale coniata nella zecca di Pavia.
Già in documenti del 1143 si trovano pagamenti con “libras bonorum astensis”, a segno che la zecca astigiana aveva cominciato subito a battere moneta.

## Monetazione comunale (1141-1366)
Secondo una suddivisione storicamente accettata la monetazione comunale di Asti può essere suddivisa in tre periodi.
Tale suddivisione è stata però superata da studi più recenti.

### Primo periodo (1141-1220)
Denaro e obolo
- Il denaro è una moneta d'argento di 18–16 mm di diametro.

Il peso in grammi solitamente varia da 0,80 - 0,60.

Era anche detto minuto o imperiale, valeva il quarto del Grosso, cioè un dodicesimo di un Soldo.
- L'obolo è di diametro più piccolo circa 11 mm, pesa circa 0,30 grammi.

Valeva la metà del denaro.
Recano tutte e due al dritto la scritta CVNRADVS II, nel campo REX, con lettere disposte a triangolo. Al rovescio la croce patente con la legenda ASTENSIS.

### Secondo periodo (1220-1275)
Mantenendo la battitura dell'obolo e del denaro, appare il Grosso.
- Il Grosso è una moneta d'argento di 19 mm di diametro, pesa circa 1,20 grammi.

L'immagine è uguale alle monete precedenti.

Tre "grossi" facevano un "soldo", che rimase sempre una moneta teorica, per questo motivo il grosso venne anche chiamato terzarolo.

### Terzo periodo (1275-1356)
Continuando le precedenti battiture, si aggiungono:
- Grosso tornese (argento), di 27 mm di diametro e circa 4 grammi di peso.

Al diritto, due giri di legenda, nel +AVE MARIA GRA PLENA DOMINVS TECVM, nel secondo giro, il più interno, CVNRADVS II, nel campo REX, con lettere disposte a triangolo.
Al rovescio, due giri di legenda: nel primo ASTE NITET MVNDO SCO CVSTODE SECVNDO, nel secondo crocetta e ASTENSIS, croce patente nel campo.
Il Grosso tornese, era l'imitazione della moneta francese, il gros tournois, più reputata in Europa.
- Doppio grosso (argento), di 21 mm di diametro e peso di circa 2 grammi.

L'immagine della moneta è uguale alle monete del primo e secondo periodo.

### Nuova suddivisione in 6 classi (sensu MEC 12)
- Classe A (1141-1160)
- Classe B (1160-1200)
- Classe C (1200-1240)
- Classe D (1240-1260)
- Classe E (1260-1290)
- Classe F (1290-1325)

### Riepilogo
Le monete del periodo comunale sono:
| metallo | monete |
| ------- | --- |
| argento | obolo (o mezzo denaro), denaro, grosso minore (da circa 1 g: grosso e grosso terzarolo), grosso maggiore (da circa 2 g: doppio grosso) e il grosso tornese. |

## Giovanni II Paleologo, Marchese del Monferrato, Signore di Asti dal 1356-1372
Nel 1338, il Marchese del Monferrato, appoggiando la fazione Ghibellina, occupò Asti, tenendola per circa un trentennio.
- Forte bianco (mistura), moneta di circa 18mm di diametro e di 1 grammo di peso.

Al diritto crocetta e scritta MARCHO MONTISF, scudo a triangolo del Monferrato.

Al rovescio crocetta e SANTVS SECONDVS, o SECONDOS, croce patente.
- Bianchetto (mistura), diametro 19 mm e peso 1,20 grammi.

Al dritto crocetta e scritta SANCTI SECONDI testa di San Secondo, al rovescio crocetta e scritta MARCHO MONTISF.
- Bianchetto tipo 2 in cui il Santo è barbuto.

## Secondotto Paleologo, Marchese del Monferrato, Signore di Asti dal 1372 al 1377
Figlio di Giovanni II, Secondotto Paleologo succedette al padre non ancora maggiorenne, resse la città sotto la tutela dello zio Ottone di Brunswick. Morì il 16 dicembre 1378.
- Grosso(argento), moneta di 25 mm di diametro e circa 2 grammi di peso.

Al dritto crocetta e SECUNDUS OTTO MARCHO MOTISF, scudo con elmo, corona e cimiero. Al rovescio, crocetta e DOMINUS CIVITATE ASTENSIS.

### Riepilogo
Le monete emesse nel periodo Aleramico sono:
| metallo | monete                   |
| ------- | ------------------------ |
| argento | grosso                   |
| mistura | forte Bianco, bianchetto |

## Carlo duca D'Orleans, signore di Asti dal 1407-1422 e 1447-1465
Figlio di Luigi d'Orleans e Valentina Visconti, fu fatto prigioniero nella battaglia di Angicourt (1414), liberato nel 1441, riottenne la Signoria nel 1447 fino alla morte sopraggiunta nel 1465. La monetazione del periodo ricalca quella di Francia.

### Primo periodo
- Scudo d'oro della corona(oro), moneta di circa 29 mm di diametro e 3,50 grammi di peso.

Un documento del 1411 ci tramanda per la prima volta i nomi degli "zecchieri": essi sono Giovanni Rezzetto di Moncalieri e Ruffino Stantero ed Enrico Garretto orefici di Asti.
- Grosso tornese (argento), diametro di 24 mm e peso di 1,74 grammi, al diritto KAROLVS DVX AURELIANESIS, scudo con lambello al rovescio.
- Mezzo grosso, molto simile per peso e misura al precedente, ma con croce gigliata.
- Quarto di grosso, di 18 mm di diametro e 0,85 grammi circa.

Di questa moneta ve ne furono tre varietà: le prime due in mistura e la seconda recante il ritratto di San Secondo, la terza in argento.
- Forte (mistura), più piccolo del precedente (17 mm di diametro per 0,65 grammi di peso), con croce fiorata.

### Secondo periodo
- Scudo d'oro (oro), due tipi per questa moneta di diametro 27 mm e 3,45 grammi, al diritto scudo inquartato degli Orleans e di Milano, il primo con giglio e biscione ai lati.

Al verso croce fogliata.
- Grosso bianco(argento), diametro 27 mm e peso 2,75 grammi, con al verso San Secondo che per la prima volta è raffigurato reggente la Città con la mano sinistra, a destra la spada e sotto questa lo stemma di Asti.
- Mezzo bianco (argento), diametro di 22 mm, peso 1,40 grammi circa.
- Quarto di grosso (mistura), diametro 19 mm, peso 0,80 grammi circa.
- Obolo (mistura), diametro 16 mm per 0,80 grammi circa.

## Ludovico II d'Orleans, Signore di Asti tra il 1465-1498

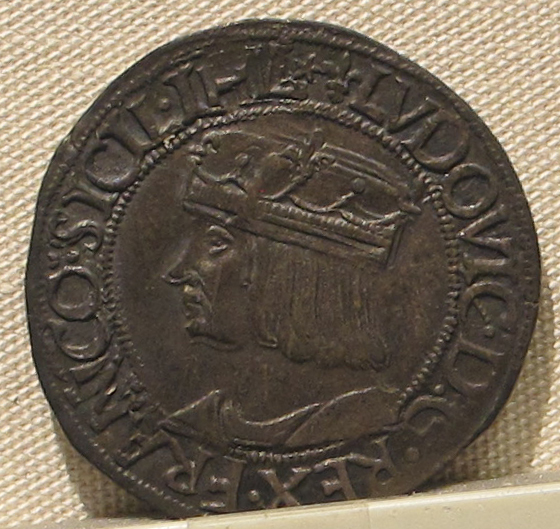
Ludovico II d'Orleans

Nel 1465 succedette al padre Carlo d'Orleans e succedette nel 1498 a Carlo VIII sul trono di Francia col nome di Luigi XII. Morì nel 1515.

### Signore di Asti (primo periodo)
- Ducato largo (oro), sulla moneta l'immagine del duca a cavallo, con le armi di Milano e Orleans.

Diametro 24 mm, peso di circa 3,40 grammi.
- Scudo del sole (oro), diametro 29 mm, con stemma Milano-Orleans al dritto e al rovescio croce fogliata.
- Testone(argento), diametro di 29 mm.
- Doppio testone (argento), peso 19 grammi

Queste ultime due monete recano al dritto LVDOVICVS DVX AVRELIANENSIS, con impresso il busto del duca rivolto a destra.
- Grosso tornese (argento), gran bianco(argento), con immagine di San Secondo.
- Parpagliola (mistura), di diametro 26 mm e peso di 2,20 grammi.
- Mezzo bianco (mistura), bianchetto (mistura), poi terlina (mistura), con L tra due rosoni.

### Signore di Asti (secondo periodo)
Con legende in caratteri latini.
Le monete presentano al dritto l'immagine del Duca di profilo con berretto, al verso lo scudo inquartato Milano-Orleans.
- Ducato d'oro (oro)
- Testone (argento)
- Mezzo testone (argento)
- Soldino (mistura) di diametro 20 mm, peso circa 1 grammo, con immagine di istrice al diritto e croce gigliata al rovescio.
- Maglia di bianchetto (mistura)

### Riepilogo
Le monete emesse nel periodo orleanese sono:
| metallo | monete                                                                                                 |
| ------- | --- |
| oro     | scudo d'oro della corona, ducato largo, scudo del sole, ducato d'oro                                   |
| argento | grosso bianco, mezzo bianco, testone, doppio testone, grosso tornese, gran bianco, quarto di grosso    |
| mistura | obolo, parpagliola, mezzo bianco, bianchetto, terlina, quarto di grosso, soldino, maglia di bianchetto |

## Luigi XII Re di Francia (1498-1515)
Monete con al diritto ritratto del re di profilo, coronato, al verso scudo di Francia coronato.
- Doppio ducato (oro), diametro 29 mm peso circa 7 grammi.
- Ducato (oro), di peso dimezzato.
- Testone(argento), Mezzo Testone (argento) con al rovescio profilo di San Secondo.
- Grosso dozzeno, parpagliola, mezza parpagliola, terlina, mezza terlina, obolo (in mistura)

Dopo il 1508, Ludovico XII volle che le monete d'oro fossero tagliate sul peso del marco di Troyes, mentre quello d'argento e di mistura dovevano essere tagliate sul marco di Milano.
Il doppio ducato in oro è 30 mm di diametro e pesa 6,89 grammi, il testone in argento è 30 mm di diametro con peso di 9,50 grammi.
- Cavallotto (argento), con l'immagine di San Secondo a cavallo, diametro 29 mm, peso circa 4 grammi.
- Mezzo cavallotto (mistura), diametro 20 mm, peso circa 1 grammo.
- Soldino (mistura), con istrice coronato al dritto e al verso croce gigliata, diametro 19 mm, peso circa 1 grammo.

### Riepilogo
Le monete emesse nel periodo sotto la corona di Francia sono:
| metallo | monete                                                                                                   |
| ------- | --- |
| oro     | doppio ducato, ducato d'oro                                                                              |
| argento | testone, mezzo testone, grosso tornese, gran bianco, quarto di grosso                                    |
| mistura | grosso dozzeno, parpagliola, mezza parpagliola, terlina, mezza terlina, obolo, mezzo cavallotto, soldino |

## Guglielmo II Paleologo, Marchese del Monferrato, Signore di Asti dal 1512 al 1513
Dopo la battaglia di Ravenna (1512), Asti passò nuovamente sotto il controllo dei Paleologhi.

Tennero la reggenza circa per un anno, a giugno del 1513 la città fu occupata da Massimiliano Sforza.
- Terlina (mistura), il monogramma GV fa attribuire la moneta a Guglielmo II.

## Francesco I Re di Francia (1515-1529)
Francesco I, dopo la vittoria ottenuta a Marignano si assicurò anche la reggenza su Asti, ma tra il 1516 ed il 1526, la città cambiò reggenza diverse volte, fino a che le truppe francesi nel 1526 la rioccuparono e la tennero fino al 1529.
Il Promis sostiene che la monetazione di Francesco I inizi dopo il 1526, poiché manca la dicitura DVX MEDIOLANI ed essendo in quella data investito Francesco II Sforza come Duca di Milano.
- Il testone ha diametro di circa 32 mm e peso di 9,58 grammi, il mezzo testone ha diametro di 32 mm e peso di 9,80 grammi, entrambi in argento e recano al dritto la figura del sovrano ed al rovescio lo scudo di Francia.
- Quarto di testone, di 2,57 grammi, in argento, con salamandra tra le fiamme al diritto e busto di San Secondo al rovescio.
- Soldino, di diametro 19 mm, peso di 1,29 grammi.

## Carlo V Imperatore (1530-1531)
Con il trattato di Cambrai (1526), la città ritornò sotto il diretto dominio di Carlo V, con lettere patenti del 22 novembre 1530 venne nominato zecchiere Guido de Baretti.
- Testone e mezzo testone in argento con ritratto dell'imperatore.

Il testone presenta al verso due colonne con le lettere AST, il mezzo testone l'aquila bicipite, al diritto e busto di San Secondo di profilo.
- Vengono anche coniati il cavallotto, il doppio Grosso, il soldino, il sesino (di 18 mm e 1 grammo di peso), tutti in mistura.

### Riepilogo
Le monete emesse nel periodo sono:
| metallo | monete                                              |
| ------- | --------------------------------------------------- |
| argento | testone, mezzo testone, quarto di testone           |
| mistura | terlina, cavallotto, doppio grosso, soldino, sesino |

## Emanuele Filiberto di Savoia, Conte di Asti (1538-1559)
La Contea di Asti era stata donata a Beatrice di Portogallo, nel 1538.

Alla sua morte, le succedette il figlio Emanuele Filiberto detto "testa di ferro".
Nel 1559 venne sostituita sulle monete la lettera A da sempre distintiva della Zecca di Asti con una stella, per evitare confusioni con la Zecca di Aosta.
- Scudo d'oro del sole, era una moneta d'oro di 25 mm di diametro e 3,38 grammi di peso.

Recava al dritto lo stemma sabaudo coronato ed al retro croce Mauriziana ornata con foglie.
- Testone in argento, busto del conte ed al verso stemma sabaudo sostenuto da due leoni rampanti.
- 7 grossi, cavallotto, doppio grosso, grosso di Piemonte, quarto di grosso, Denaro, forte di Piemonte, tutti in mistura.

Gian Secondo de Canis, afferma che il duca di Savoia Emanuele Filiberto I nel momento che divenne signore della Contea di Asti, stipulò a Vercelli, il 20 maggio 1545, con i delegati del comune di Asti una convenzione che garantiva alla città alcune antiche "consuetudini".
Tra queste vi era quella della disputa della secolare Corsa del Palio, in onore del patrono san Secondo, in cui il duca si impegnava a fornire i premi per la corsa (tra cui il palio) ed a coprire le spese della festa.
A conferma di ciò, il duca fece coniare il cavallotto del 1555, che sul retro ha incisa la legenda: EMANUEL PHILIBERTVS DUX SABAUDIAE.

### Riepilogo
Monetazione Sabauda:
| metallo | monete                                                                                               |
| ------- | --- |
| oro     | scudo d'oro del sole                                                                                 |
| argento | testone                                                                                              |
| mistura | 7 grossi, cavallotto, doppio grosso, grosso di Piemonte, quarto di grosso, denaro, forte di Piemonte |

La Zecca di Asti fu definitivamente chiusa verso il 1590 dal duca Carlo Emanuele I di Savoia.
Unica Zecca operante nei domini Sabaudi di qua delle alpi rimase quella di Torino.